# Catálogo Scott

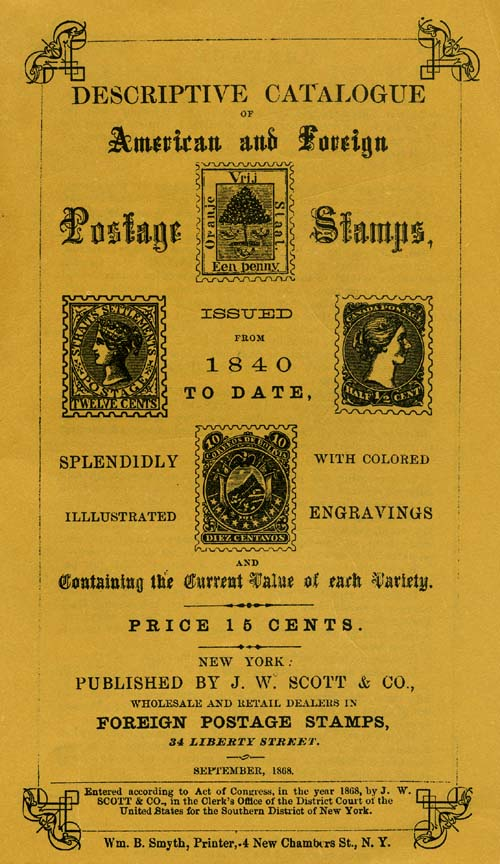
Portada del primer catálogo de Scott en 1868.

El catálogo Scott de sellos postales es publicado por Scott Publishing Co., una subsidiaria de Amos Press y es actualizado anualmente con todos los sellos mundiales que sus editores reconocen con propósitos postales. Se publican en seis grandes tomos (hasta 2008 por lo menos) y también son producidos en ediciones de CD y DVD. El sistema de numeración utilizado por Scott para identificar los sellos postales es dominante en los Estados Unidos, Canadá y México.

## Características
El primer catálogo Scott estaba compuesto por 21 páginas y el título era Descriptive Catalogue of American and Foreign Postage Stamps, Issued from 1840 to Date, Splendidly Illustrated with Colored Engravings and Containing the Current Value of each Variety ("Catálogo descriptivo de sellos de correos de Estados Unidos y otros países, emitidas desde 1840 hasta la fecha, espléndidamente ilustrado con los grabados de colores y contiene el valor actual de cada variedad"). Fue publicado en septiembre de 1868 por J.W. Scott, en Nueva York, proponiéndose listar todos los sellos mundiales con el precio de cada uno.
Los contenidos de cada volumen en ediciones actuales son estos:
- Volumen 1: Estados Unidos y países A-B
- Volumen 2: Países C-F
- Volumen 3: Países G-I
- Volumen 4: Países J-O
- Volumen 5: Países P-Si
- Volumen 6: Países So-Z

Scott Publishing Co también produce un volumen con un listado más específico de los sellos postales de los Estados Unidos y de la historia postal. Este es generalmente conocido como "Scott Specialized" y es visto como un volumen de referencia para los sellos postales de este país. Dicho catálogo contiene una información más detallada que el volumen uno, además de mostrar mayor énfasis en las variedades y los errores. Una nueva edición del catálogo es producida anualmente con una edición anual particular indicando la producción prevista para el siguiente año.